# Figarella
La Figarella o Ficarella è un piccolo fiume corso che scorre nel dipartimento amministrativo francese della Corsica settentrionale.

## Percorso
Il fiume nasce nel versante settentrionale del monte Muvrella, nei pressi del lago della Muvrella del San Parteo, a 1 350 m, nel territorio comunale di Calenzana. Nel primo tratto scorre in direzione nord-ovest ed è conosciuto come Lomitu e successivamente come Spasimata. 
Dopo aver piegato verso settentrione corre verso il mare passando a breve distanza dall'aeroporto di Calvi Sainte-Catherine e sfociando poi nel golfo di Calvi nei pressi dell'omonima cittadina.